# Мінорі Сато
Мінорі Сато (яп. 佐藤 穣; нар. 2 березня 1991, Ґумма, Японія) — японський футболіст, півзахисник.

## Клубна кар'єра
Професіональну кар'єру розпочав у Джей-лізі 2. У 2010 році, після перегляду в складі клубу Прімера Дивізіону «Пуебла», підписав 4-річний контракт з мексиканцями. Того ж року для отримання ігрової практики виступав в оренді за «Гулбене» з Першої ліги Латвії, після чого повернувся до «Пуебли». Під час виступів у Латвії відзначився 10-ма голами в 7-ми матчах, завдяки чому привернув до себе увагу іменитіших команд з вище вказаної країни. У березні 2011 року уклав договір на один сезон з представником Вищої ліги Латвії ФК «Вентспілс». Разом з командою виграв Кубок Латвії, у фіналі якого обіграв «Металургс» (Лієпая). У команді зіграв 12 поєдинків. У серпні 2011 року перейшов до іншої команди Вищої ліги Латвії, «Сконто» (Рига). За два сезоні, проведені в столичному клубі, у Вищій лізі Латвії зіграв 38 матчів та відзначився 2-ма голами. У березні 2013 року підсилив клуб Вищої ліги Білорусі «Динамо-Берестя». У брестейському клубі відразу ж став одним із ключових гравців, виступав на позиції атакувального півзахисника. У грудні 2013 року розірвав контракт з «Динамо».
Наприкінці 2013 – на початку 2014 року побував на перегляді в різних клубах польської Екстракласи (щецинської «Погоні», гданської «Лехії» та вроцлавського «Шльонська»), а потім у казахстанському «Спартаку». 
У березні 2014 року підписав 2-річний контракт з представником Суперліги Узбекистану, «Буньодкором» й після дебюту став 25-м іноземним представником «Буньодкором».
На початку 2017 року перейшов до катарського клубу «Муайтер». Влітку того ж року повернувся до Латвії, де став гравцем «Риги». У січні 2018 року підписав контракт з «Кванджу», але вже в лютому 2019 року знову приєднався до «Рига».
27 серпня 2019 року підписав контракт з представником Першості ФНЛ «СКА-Хабаровськ».

## Статистика виступів

### Клубна
Станом на 23 листопада 2019
| Клуб                | Сезон             | Ліга                  | Ліга  | Ліга | Нац. кубок | Нац. кубок | Кубок ліги | Кубок ліги | Конт. кубок | Конт. кубок | Інші1 | Інші1 | Загалом | Загалом |
| Клуб                | Сезон             | Дивізіон              | Матчі | Голи | Матчі      | Голи       | Матчі      | Голи       | Матчі       | Голи        | Матчі | Голи  | Матчі   | Голи    |
| ------------------- | ----------------- | --------------------- | ----- | ---- | ---------- | ---------- | ---------- | ---------- | ----------- | ----------- | ----- | ----- | ------- | ------- |
| «Зеспакусацу Ґумма» | 2009              | Джей-ліга 2           | 21    | 0    | 1          | 0          | –          | –          | –           | –           | –     | –     | 22      | 0       |
| «Гулбене» (оренда)  | 2010              | Перша ліга Латвії     | 7     | 10   | 1          | 1          | –          | –          | –           | –           | –     | –     | 8       | 11      |
| «Вентспілс»         | 2011              | Вища ліга Латвії      | 12    | 0    | 3          | 0          | –          | –          | 1           | 0           | 3     | 0     | 19      | 0       |
| «Сконто»            | 2011              | Вища ліга Латвії      | 13    | 3    | 0          | 0          | –          | –          | 0           | 0           | –     | –     | 13      | 3       |
| «Сконто»            | 2012              | Вища ліга Латвії      | 23    | 0    | 3          | 1          | –          | –          | 0           | 0           | –     | –     | 26      | 1       |
| «Сконто»            | Загалом           | Загалом               | 36    | 3    | 3          | 1          | -          | -          | 0           | 0           | -     | -     | 39      | 4       |
| «Динамо-Берестя»    | 2013              | Вища ліга Білорусі    | 27    | 0    | 3          | 0          | –          | –          | –           | –           | –     | –     | 30      | 0       |
| «Буньодкор»         | 2014              | Суперліга Узбекистану | 15    | 1    | 4          | 0          | -          | -          | 0           | 0           | 0     | 0     | 19      | 1       |
| «Буньодкор»         | 2015              | Суперліга Узбекистану | 28    | 4    | 5          | 0          | -          | -          | 7           | 0           | -     | -     | 40      | 4       |
| «Буньодкор»         | 2016              | Суперліга Узбекистану | 27    | 5    | 6          | 1          | -          | -          | 6           | 0           | -     | -     | 39      | 6       |
| «Буньодкор»         | Загалом           | Загалом               | 71    | 10   | 15         | 1          | -          | -          | 13          | 0           | 0     | 0     | 99      | 11      |
| «Муайтер»           | 2016–17           | Ліга зірок Катару     | 12    | 2    | 0          | 0          | –          | –          | –           | –           | 0     | 0     | 0       | 0       |
| «Рига»              | 2017              | Вища ліга Латвії      | 10    | 0    | 4          | 0          | –          | –          | –           | –           | –     | –     | 14      | 0       |
| «Кванджу»           | 2018              | К-Ліга 2              | 12    | 0    | 0          | 0          | –          | –          | –           | –           | –     | –     | 12      | 0       |
| «Рига»              | 2019              | Вища ліга Латвії      | 10    | 1    | 1          | 0          | –          | –          | 0           | 0           | –     | –     | 11      | 1       |
| «СКА-Хабаровськ»    | 2019–20           | ФНЛ                   | 11    | 0    | 2          | 0          | –          | –          | –           | –           | –     | –     | 13      | 0       |
| Усього за кар'єру   | Усього за кар'єру | Усього за кар'єру     | 230   | 23   | 33         | 3          | -          | -          | 14          | 0           | 3     | 0     | 280     | 26      |

3Включно з матчами Балтійської ліги.

## Досягнення

### Клубні
«Гулбене 2005»
- Перша ліга Латвії
  -  Чемпіон (1): 2010

«Вентспілс»
- Кубок Латвії
  -  Володар (1): 2010/11

«Сконто»
- Кубок Латвії
  -  Володар (1): 2011/12

- Вища ліга
  -  Срібний призер (1): 2012

«Рига»
- Вища ліга
  -  Бронзовий призер (1): 2017

«Буньодкор»
- Суперліга Узбекистану
  -  Срібний призер (1): 2016